# Berg (Luxemburg)
Berg (en luxemburguès: Bierg; alemany: Berg) és una vila i centre administratiu de la comuna de Betzdorf, situada al districte de Grevenmacher del cantó de Grevenmacher. Està a uns 18 km de distància de la ciutat de Luxemburg.